# Çoban Bey
Çoban Bey ou Çoban Gazi (en arabe : چوبان باي بن عُثمَان) est un fils d'Osman Ier, le fondateur de l'Empire ottoman et Rabia Bala Mal Hatun, la fille du célèbre Cheikh Edebali.

## Biographie
Il est décédé vers 1337[réf. nécessaire] à Bursa où sa tombe se trouve. À côté de la tombe se trouvent les vestiges d'une ancienne mosquée.